# Гогешвили, Шота Спиридонович
Шота Спиридонович Гогешвили (1 марта 1903, село Нигоити, Сухумский округ, Кутаисская губерния, Российская империя — неизвестно, Грузинская ССР) — директор Лайтурского совхоза имени С. М. Кирова Министерства сельского хозяйства СССР, Махарадзевский район, Грузинская ССР. Герой Социалистического Труда (1951).

## Биография
Родился в 1903 году в крестьянской семье в селе Нигоити Озургетского уезда. После окончания сельскохозяйственного института трудился на различных хозяйственных и административных должностях в сельском хозяйстве Грузинской ССР до призыва в июне 1941 года в Красную Армию по мобилизации. Участвовал в Великой Отечественной войне. Воевал политруком, с февраля 1942 года — заместителем командира батальона по политической части 662-го стрелкового полка 406-й стрелковой дивизии. Сражался при обороне Кавказа. В июле 1946 года демобилизовался и возвратился на родину. В послевоенное время назначен директором Лайтурского совхоза имени Кирова Махарадзевского района.
За короткое время вывел совхоз в число передовых сельскохозяйственных предприятий Махарадзевского района. В 1948 году совхоз сдал государству в среднем с каждого гектара по 3797,8 килограмма сортового зелёного чайного листа с площади 100 гектаров. За эти выдающиеся трудовые показатели в 1949 году был награждён Орденом Ленина, трое тружениц совхоза Татьяна Прокофьевна Зубченко, Татьяна Васильевна Калашникова и Александра Тимофеевна Чижова были удостоены почётного звания Героя Социалистического Труда.
В 1950 году совхоз получил в среднем с каждого гектара по 4116 килограмма зелёного чайного листа с площади 102,3 гектара. Указом Президиума Верховного Совета СССР от 1 сентября 1951 года удостоен звания Героя Социалистического Труда за «получение в 1950 году высоких урожаев сортового зелёного чайного листа» с вручением ордена Ленина и золотой медали «Серп и Молот» (№ 6166).
Этим же указом званием Героя Социалистического Труда были награждены главный агроном Александр Абесаломович Абесадзе и рабочая Екатерина Сергеевна Захарова.
Его преемником на должности директора совхоза стал Вахтанг Алексеевич Чейшвили.
Точная дата смерти не установлена. Предположительно умер в 1971 году.
Награды
- Герой Социалистического Труда
- Орден Ленина — дважды (05.07.1949; 1951)
- Медаль «За оборону Кавказа» (01.05.1944)